# Vittorio Emanuele di Savoia

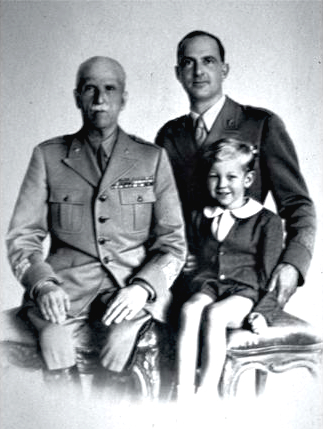
Regele Victor Emmanuel al III-lea al Italiei cu fiul Umberto și nepotul Vittorio

Vittorio Emanuele di Savoia (n. 12 februarie 1937, Napoli, Regatul Italiei – d. 3 februarie 2024, Geneva, Geneva, Elveția) a fost singurul fiu al lui Umberto al II-lea, ultimul rege al Italiei. Deși titlurile și distincțiile familiei regale italiene nu au fost recunoscute în mod legal în Italia din 1946, el primește titlul de Prinț de Neapole din curtoazie, în special de către susținătorii fostei monarhii, titlul conferit de bunicul său, regele Vittorio Emanuele al III-lea.

## Biografie
Vittorio Emanuele s-a născut la 12 februarie 1937 la Neapole, ca fiu al lui Umberto, Prinț de Piemont, care mai târziu a devenit ultimul rege al Italiei sub numele de Umberto al II-lea, și a soției acestuia, Marie-José a Belgiei. Când după abolirea monarhiei Umberto al II-lea a părăsit Italia, membrii Casei de Savoia au trăit în exil, în principal în Elveția și Portugalia; fostul rege Vittorio Emanuele al III-lea, bunicul lui Vittorio Emanuele, a trăit în Egipt până la moartea acestuia în 1947.
În urma separării părinților săi, prințul Vittorio Emanuele a locuit cu mama sa într-o proprietate în Merlinge, Elveția. În prezent, Vittorio Emanuele și familia lui locuiesc în Geneva.
La 7 octombrie 1971, cu ocazia celebrării a 2500 de ani de monarhie a Iranului, s-a căsătorit la Teheran cu Marina Ricolfi-Doria, după 11 ani de logodnă.
Vittorio Emanuele a avut un fiu, Emanuele Filiberto, Prinț de Veneția și Piemont, născut la Geneva, la 22 iunie 1972, care are două fiice.
În dimineața zilei de 3 februarie 2024 a decedat la Geneva.